# Piano blues
Piano blues es un género de blues que se caracteriza por el uso del piano como instrumento principal.

## Historia
El boogie-woogie es el género más conocido del piano blues, a pesar de que géneros como el barrelhouse, swing, R&B, rock and roll y el jazz están ampliamente influenciados por los primeros pianistas que interpretaron blues. Algunos pianistas reconocidos de blues son Memphis Slim, Otis Spann, Sunnyland Slim, Pinetop Perkins, Dr. John y Ray Charles.